# Leontopodium
Leontopodium es un género de plantas con flores perteneciente a la familia de las asteráceas. Comprende 126 especies descritas y de estas, solo 63 aceptadas.

## Taxonomía
El género fue descrito por R.Br. ex Cass.  y publicado en Bull. Sci. Soc. Philom. Paris 1819: 144. 1819.

## Especies
| - Leontopodium alpinum - Leontopodium andersonii - Leontopodium antennarioides - Leontopodium artemisiifolium - Leontopodium aurantiacum - Leontopodium brachyactis - Leontopodium calocephalum - Leontopodium campestre - Leontopodium chuii - Leontopodium conglobatum - Leontopodium coreanum - Leontopodium dedekensii - Leontopodium delavayanum - Leontopodium discolor - Leontopodium fangingense - Leontopodium fauriei - Leontopodium forrestianum - Leontopodium franchetii - Leontopodium giraldii - Leontopodium haastioides - Leontopodium hallaisanense - Leontopodium haplophylloides - Leontopodium hayachinense - Leontopodium himalayanum - Leontopodium jacotianum - Leontopodium japonicum | - Leontopodium leiolepis - Leontopodium leontopodinum - Leontopodium leontopodioides - Leontopodium linearifolium - Leontopodium microphyllum - Leontopodium longifolium - Leontopodium melanolepis - Leontopodium micranthum - Leontopodium monocephalum - Leontopodium muscoides - Leontopodium nanum - Leontopodium niveum - Leontopodium ochroleucum - Leontopodium omeiense - Leontopodium pusillum - Leontopodium roseum - Leontopodium shinanense - Leontopodium sinense - Leontopodium smithianum - Leontopodium souliei - Leontopodium stoechas - Leontopodium stoloniferum - Leontopodium stracheyi - Leontopodium subulatum - Leontopodium villosum - Leontopodium wilsonii |